# 莱特 (马来亚共产党)
莱特（英語：Lai Teck；1901年—1947年）是马来亚共产党和马来亚人民抗日军的一名领导人。他在馬來亞活動前本是中越混血的越籍人士，在来到马来亚之前，莱特被认为是1934年以前的张福达（Trương Phước Đạt），在该年张福达消失、莱特出现。

## 传记
莱特是一个朦胧的角色，其真实姓名及背景皆不详。根据其继任者陈平的说法，他奇怪地使用了“Wright”作为自己在党内的化名，汉语谐音“Lai Te”、“Loi Teck”、“Lai Teck”和“Lighter”。
莱特在印度支那期间成为法国间谍，但未被发现。随后被英国国家安全机关雇佣，并在1934年被带往新加坡，潜入马来亚共产党。1938年，他成为马来亚共产党的总书记。 此时他非常成功，通过英国警察来铲除党内竞争对手，1939年4月他上升到统治层并获取党的领导权。可能因为这个，他控制党不与英国对抗，且完全接受了共产国际推行的与美国和西欧势力对抗纳粹德国和日本的新合作路线。日本入侵马来亚时，马共许多高级人员在新加坡陷落前成功逃离，莱特并未逃离并在不久后一次日本的扫荡中被捕。虽然大部分共产党员被日本处决，莱特却在数天之后重获自由。根据后来的证据，包括日本的档案文件，很可能莱特为了保命承诺充当日本的代理人。
1942年9月1日，超过100名马共高级人士及马来亚人民抗日军成员在吉隆坡以北的黑风洞举行秘密会议。日本人事先得到暗示，在黎明时分发起突袭。在接踵而至实力悬殊的冲突中大部分马共及抗日军高级领导被害。莱特本应出席会议，但缺席了。随后，他宣称因为自己的车出了故障导致无法出席。
1945年，马共已控制四分之三的马来半岛，日本投降后，莱特消极怠工，主动向英殖当局交出大部分领土，对马共势力造成重大打击。

## 失踪
1946年，有传言在马共内部传播，声称莱特背信弃义，后来开始获得更多的证实。这使得普通士兵的不安加剧，尤其是倾向于激进行动的年轻成员。莱特被从一些敏感职务上移除，并开启了调查。中央执行委员会的全会计划在1947年3月6日举行，以控告莱特，莱特被通知出席。但莱特并未出席，而是席卷了大量党内资金潜逃，最初躲藏在新加坡，此后逃往香港、最后到达暹罗（泰国）。

## 余波
莱特走后，马来亚共产党选举陈平为新的总书记。1947年，莱特在曼谷被暹罗共产党一黨員抓捕。莱特曾試圖抵抗抓捕，在搏斗中不敵，被對方擊倒，隨後被扼喉殺害，死后屍體被装入麻袋扔进湄南河。

## 艺术形象

### 影视剧
- 2015年 新加坡电视剧《星月传奇》王冠逸 饰 莱特